# Martin Olsen (bokser)
Martin Carl Sofus Olsen (22. november 1894 – 9. juli 1971) var en dansk amatørbokser. Martin Olsen blev den første danske mester i letsværvægt, da han i 1919 vandt titlen første gang vægtklassen var på programmet. Martin Olsen vandt titlen de tre følgende år, og blev således firdobbelt dansk mester i klassen.
Martin Olsen deltog ved OL i Antwerpen i 1920 i mellemvægt, men tabte den første kamp mod nordmanden Hjalmar Strømme. 
Han blev født i Sundby, København og døde i København.